# Slovenský učiteľ
A Slovenský učiteľ (lapcímének magyar fordítása Szlovák Tanító) szlovák nyelven megjelenő pedagógiai szaklap volt a két világháború közötti Csehszlovákiában és az első Szlovák Köztársaságban. A havilapot a Szlovákiai Tanítók Országos Egylete (Krajinský spolok učiteľov na Slovensku) adta ki 1920 és 1944 között. Szerkesztőségének kezdetben Liptószentmiklóson, majd Nyitrán, végül Zsolnán volt a székhelye. Kiadásának kezdetén kéthetente, később havonta jelent meg.